# ケビン・キューネルト

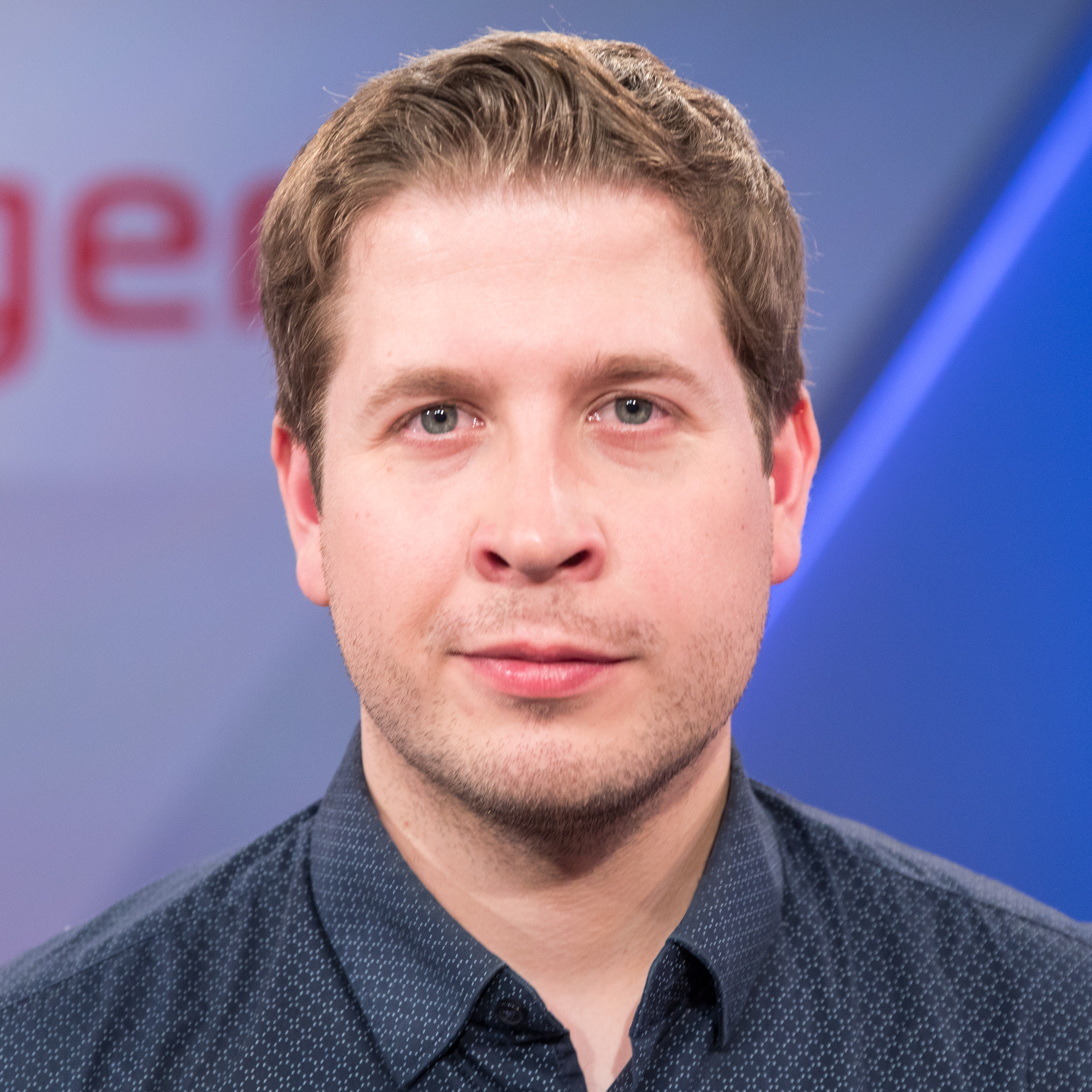
ケビン・キューネルト (2019)

ケビン・キューネルト（Kevin Kühnert, 1989年7月1日 西ベルリン - ）は、ドイツの政治家。所属政党はドイツ社会民主党 (SPD)。2017年11月24日にドイツ社会民主党青年部 (ユーゾー) 代表に就任。2019年12月6日にはドイツ社会民主党 (SPD) 副党首に就任した。党内左派を代表する政治家でもあり、集産化という社会主義的政策を主張している。

## 生い立ち
キューネルトの父はベルリン市の地方公務員、母は職業安定局職員である。2008年にベルリン市シュテーグリッツ＝ツェーレンドルフ区にあるベートーヴェン・ギムナジウムでアビトゥーア試験に合格した。なお、ケビン・キューネルトはこのギムナジウムで生徒会長を務めた。引き続いて、シュテーグリッツ＝ツェーレンドルフ区青少年センターでインターンシップも経験した。
2009年、ベルリン自由大学でメディア研究 (ジャーナリズム論) とコミュニケーション学を学び始めた。そこでキューネルトは学生定員分配制度に関する訴訟をおこし、 学業を中断した。その間の3年間彼はコールセンターで働いた。2014年から2016年までベルリン市議会のドイツ社会民主党 (SPD) に属するディレキ・カラチ議員とメラニー・キューネマン議員事務所で働いた。2016年からハーゲン通信大学で政治学を学び始めたが、ユーゾー代表選挙に出馬してから中断している。
ケビン・キューネルトは青年時代、ベルリン市南部にあるスポーツクラブでハンドボールを楽しんだ。彼はサッカー好きでもあり、テニス・ボルシア・ベルリン、アルミニア・ビーレフェルト、FCバイエルン・ミュンヘンのファンである。2013年6月から2017年5月までテニス・ボルシア・ベルリンの監査役会のメンバーであった。ケビンという名前はサッカーイングランド代表だったケビン・キーガンのファーストネームからつけられている。母親がケビン・キーガンのファンだったからである。
2018年、ベルリンで発行されている同性愛者向け雑誌『ジーゲスゾイレ』のインタビューで、キューネルトは男性同性愛者であることを初めて明らかにした。彼はベルリン・テンペルホーフ＝シェーネベルク区にあるドイツ語でボーンゲマインシャフトと呼ばれる共同住宅に住んでいる。

## 党歴
キューネルトは2005年にドイツ社会民主党 (SPD)に入党し、2012年から2015年まで党青年部 (ユーゾー) ベルリン支部委員長であった。2015年から党青年部 (ユーゾー) 全国委員会副代表になり、租税、年金問題、国民経済、極右対策、移民問題、ソーシャルメディア対策を担当することになった。2017年11月24日、ドイツ社会民主党青年部 (ユーゾー) 全国委員会ヨハンナ・ユーカーマン代表が再選に失敗した後、ユーゾー全国委員会ザールブリュッケン総会で297票中225票の賛成票で、ドイツ社会民主党青年部 (ユーゾー) 代表に選出された。2019年11月22日、シュヴェリーンで開催されたユーゾー全国委員会総会で代表として再選された。彼は298票中264票の信任票を得た。2020年8月、ケビン・キューネルトはユーゾー全国委員会代表のポストを任期終了前の2020年11月に退任することを告知した。ケビン・キューネルトはドイツ社会民主党青年部 (ユーゾー) にある2つある左派派閥の一つである左派ネットワークセンターに属している党員である。 
2019年12月6日に開催されたドイツ社会民主党 (SPD)全国大会で、キューネルトは代議員から70,4％の支持票を得て副党首に選出された。2020年2月から、党指導部における不動産、建設業、住居対策責任者になった。

## 議員活動
2016年、ケビン・キューネルトはベルリン市 テンペルホーフ＝シェーネベルク区議会選挙に立候補し、当選した。
2021年に予定されているドイツ連邦議会選挙において、ベルリン市テンペルホーフ＝シェーネベルク選挙区から立候補することを2020年8月に明らかにした。

## 政治的主張
キューネルトは社会主義者と呼ばれている。ドイツ社会民主党 (SPD) という大きな国民政党の中で、ケビン・キューネルトは極端な政策を主張している。富裕税の再導入と最低賃金の引上げと非正規雇用の撲滅を彼は要求している。

### 大連立に関する見解
2017年のドイツ社会民主党青年部 (ユーゾー) 全国委員会総会後、キューネルトは大連立という政権構想に反対することを明らかにした。
それ以外にも、ドイツ社会民主党 (SPD) が加わった第3次メルケル内閣において、少数意見を排除する形でグリホサートを主成分とする農薬ラウンドアップの認可が更新されたことを挙げて、大連立への異議を申し立てた。
ドイツ社会民主党 (SPD) 内での連立に関する議論において、キューネルトは少数単独政権を求める1人であった。2017年12月のインタビューにおいて「大連立政権を望んでいない大勢の者たちは、別の選択肢が放棄されてしまうことを優れた政治的嗅覚によって理解している」と語った。2018年1月、大連立政権構想に関する事前討論の場において、大連立政権を否定し少数単独政権を目指す立場を明確に示した。

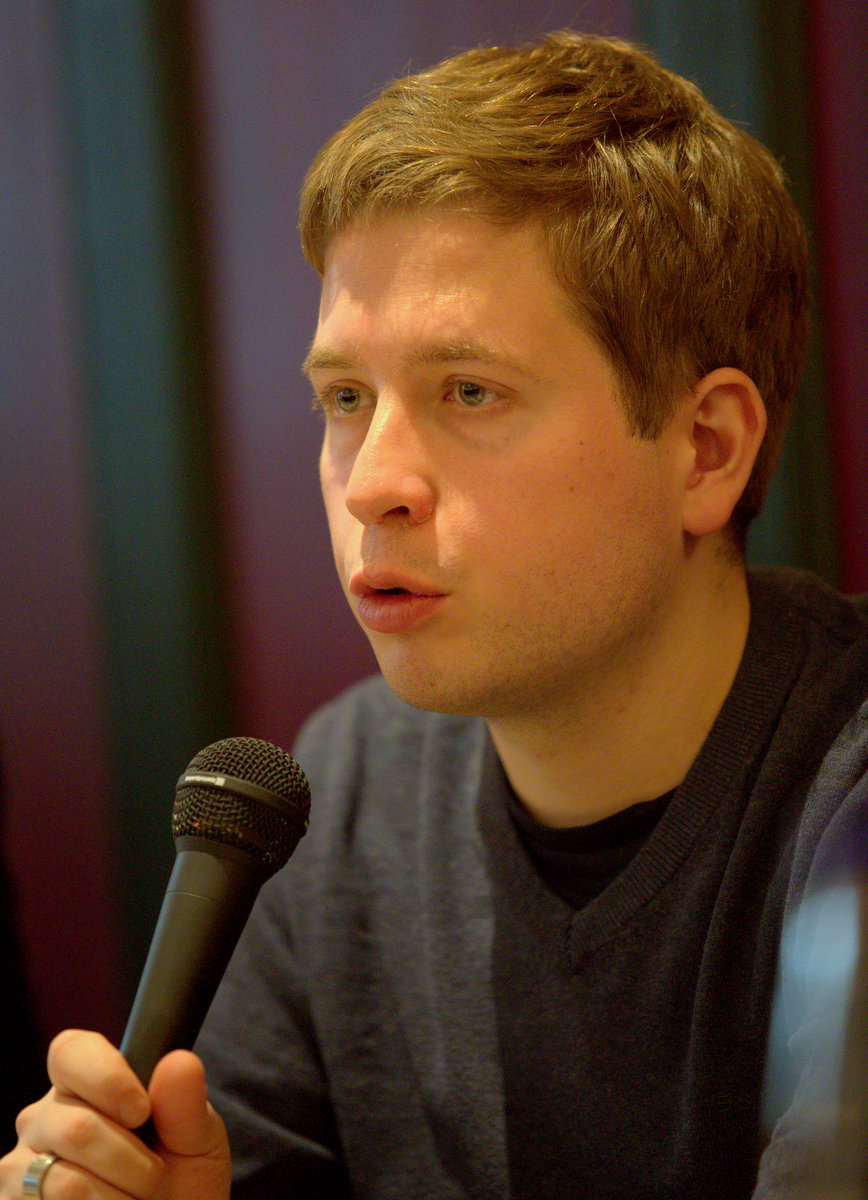
ケビン・キューネルト (2018)

2018年1月21日、ボンで開催されたドイツ社会民主党 (SPD) 党大会後、党青年部 (ユーゾー)は「SPDに入党して大連立に反対しよう」というスローガンで大連立反対キャンペーンを派手に繰り広げた。これに対して、ドイツ社会民主党 (SPD) のクリングベイル幹事長は「10ユーロで2か月間SPD党員になって大連立に反対投票して、すぐに離党するというやり方は一人の党員として理解できない。これは党員の価値を貶めることになり、一時入党運動をやめるように、我々党員は申し合わせなければならない」と批判した 。
キューネルトは「党青年部 (ユーゾー)が入党運動を繰り広げようとしたのは、ドイツ社会民主党 (SPD) の理念に共感している者たちに入党を誘ったに過ぎない。なぜなら、新規入党者たちも我々の基本的党是を共有しており、怪しげな者たちではない」と語り、この入党キャンペーンを擁護した。2018年2月1日、キューネルトはヤン・ベーマーマンによるインタビューで連立交渉への批判を語り、キリスト教社会同盟による人種主義的戯言を批判し、この発言を理由にしてドイツ社会民主党 (SPD)は連立協議から外れるべきと付け加えた。
2013年の第3次メルケル内閣の段階で、ドイツ社会民主党 (SPD)においてキリスト教民主同盟・キリスト教社会同盟 (CDU/CSU) との連立は議論になり、その賛否を問う投票をおこなっていた。第4次メルケル内閣発足を前にして、ドイツ社会民主党 (SPD)は2018年3月2日までに、連立参加の是非を確認する党内投票することになった。それを前にして、キューネルトは全国の党組織にオルグして回り、大連立に反対するように呼びかけた。各地の演壇で常に大連立反対の代表者として振舞った。大連立反対キャンペーンに際して、彼はテレビ、ラジオのインタビューを受けるだけでなく、人気トークショー番組「マルクス・ランツ」にも出演した。これらの活動によって、ケビン・キューネルトは有名人になった。

### 最低賃金
2018年5月1日のメーデーに際して、デュッセルドルフ発行の新聞ライニシュポスト (Rheinischen Post) の紙面で、キューネルトはドイツにおける最低賃金時給を8,84ユーロから少なくとも12ユーロに引上げることを要求した。

### 私有財産や企業の集産化(国有化)
2019年3月、サンドラ・マイシュバーガーが司会するテレビ討論番組において、「一体何の権利があって、20以上もの住居を所有することが許されているのか」とキューネルトは所有財産という視点で、生まれながら得ている財産や不動産の不平等さを語った。2019年のメーデーに際して、キューネルトは高級紙ディー・ツァイト (Die Zeit)でのインタビューで個人的理想社会像を語った上で、所有物の集産化 (国有化)なしに資本主義の諸問題克服は考えられないと語った。ドイツの有力紙ディ・ヴェルトのインタビューにおいて、キューネルトは集産化(国有化)という経済施策を説明した時、その対象としてBMWを名指しした上で、事実上の国有化を主張した。 彼自身が共同住宅に住んでいるように、ドイツに住む誰もがミニマムな住居空間で暮らすべきであるとキューネルトは語った。極論とも言える彼の考え方はドイツ社会の各方面で議論を巻き起こした。
キリスト教民主同盟・キリスト教社会同盟  (CDU/CSU)、 自由民主党 (FDP) とドイツのための選択肢 (AfD)の有力議員たちはキューネルトの私有財産、企業の集産化 (国有化)という考え方を激しく批判した。アンドレアス・ショイアー連邦運輸大臣 (CSU) はキューネルトの主張に妄想に浸ったレトロな世界像が見えると批判した。同盟90/緑の党やドイツ社会民主党の一部からもキューネルトへの批判が出された。「キューネルトの要求はドイツ社会民主党の政策ではない」とドイツ社会民主党 (SPD) のクリングベイル幹事長は発言した。これに対して、ドイツ社会民主党 (SPD)左派や左翼党 (Die Linke)はキューネルトの主張を評価し、彼を擁護した 。キューネルトの発言を「公共の福祉を政治の中心に戻したのだ」とカトヤ・キッピング (左翼党)は評価した。これらの批判に関して、「考えられ得ることがとても矮小化されてしまっている」とキューネルトは語った。

### 経済民主化
キューネルトは経済における民主化を主張している。とりわけ、企業の持続可能性を確実にするために非正規雇用者や臨時従業員として働くより、企業の従業員は企業経営に関与すべきであるという持論を主張している。

## 受賞等
- 2018年、キューネルトは米タイム誌が選ぶ「ネクスト・ジェネレーション・リーダーズ」の一人に選出された[42][43]。